# Бутаев, Георгий Данилович
Георгий Данилович Бутаев (1910—1943) — лейтенант Рабоче-крестьянской Красной Армии, участник Великой Отечественной войны, Герой Советского Союза (1943).

## Биография
Георгий Бутаев родился 25 декабря 1910 года в селе Коста Хетагурова (ныне — Карачаевский район Карачаево-Черкесии) в семье шахтёра. Рано остался без отца, с 15 лет работал пастухом, одновременно учась в школе. В 1929 году поступил в Карачаевское педагогическое училище. В 1932 году переехал в Москву, поступил на рабфак, но учёбу не закончил. В августе 1933 года был призван на службу в Рабоче-крестьянскую Красную Армию и по комсомольской путёвке был направлен в Луганскую лётную школу, однако по причине осложнений после перенесённого простудного заболевания курсанта Бутаева медицинская комиссия признала не годным к лётной работе. В 1935 году он вернулся в родное село, где стал работать учителем в местной школе. В 1937 году Бутаев заочно окончил осетинское педагогическое училище в Тбилиси. В 1941 году вступил в ВКП(б). Начало войны встретил завучем школы. Осенью 1941 года он был повторно призван на службу в армию. С марта 1942 года — на фронтах Великой Отечественной войны. В том же году Бутаев окончил курсы политработников Саратовского военно-политического училища. Вернувшись на фронт, стал политруком миномётной роты. Участвовал в боях на Воронежском и Центральном фронтах, Курской битве, освобождении Украинской ССР. К сентябрю 1943 года лейтенант Георгий Бутаев был парторгом батальона 712-го стрелкового полка 132-й стрелковой дивизии 60-й армии Центрального фронта. Отличился во время битвы за Днепр.
На рассвете 24 сентября 1943 года батальон Бутаева переправился через Днепр в 100 километрах к северу от Киева, в районе села Староглыбов Козелецкого района Черниговской области. В критический момент боя Бутаев возглавил батальон, поднял его в контратаку против немецких войск и отразил их атаку, несмотря на превосходство противника в численности, уничтожив большое количество танков и пехотинцев врага. В последующих боях на плацдарме Бутаев также принимал активное участие. 5 октября после артподготовки батальон атаковал немецкие траншеи у села Горностай-Поле Чернобыльского района Киевской области. Первые линии траншеи были заняты, однако дальнейшее продвижение батальона было остановлено. Две роты были направлены командиром батальона в обход, а третья, с которой пошёл Бутаев, должна была атаковать противника по фронту. В тот день Бутаев лично поднимал в атаку подразделение четыре раза, неоднократно участвовал в рукопашных схватках, лично в бою уничтожил более 10 вражеских солдат и офицеров. В ходе четвёртой атаки он был ранен и контужен, но поля боя не покинул. В ходе отражения очередной немецкой контратаки Бутаев вновь поднял бойцов в атаку и был убит пулемётной очередью. Похоронен в братской могиле села Парышев Иванковского района Киевской области.
Указом Президиума Верховного Совета СССР от 17 октября 1943 года за «мужество и героизм, проявленные при форсировании Днепра и в боях за расширение плацдарма» лейтенант Георгий Бутаев посмертно был удостоен высокого звания Героя Советского Союза. Также был награждён орденом Ленина и медалью «За отвагу». Мемориальная доска в память о Бутаеве была установлена в парке города Чернобыль. В честь Бутаева названы улицы в Чернобыле, Черкесске, Владикавказе. У здания школы села Коста Хетагурова установлен бюст Бутаева.